# Gerald Isaacs (2e marquis de Reading)
Gerald Rufus Isaacs, 2e marquis de Reading, titré vicomte Erleigh de 1917 à 1935, né le 10 décembre 1889 à Londres et mort le 19 septembre 1960, est un avocat britannique et un homme politique libéral puis conservateur.

## Jeunesse et formation
Gerald Rufus Isaacs est le fils de Rufus Isaacs (1er marquis de Reading), et d'Alice Edith Cohen. Il fait ses études à la Rugby School et au Balliol College d'Oxford. Il sert pendant la Première Guerre mondiale, gagnant la Croix militaire dans les honneurs d'anniversaire de 1918 et atteint le grade de lieutenant-colonel. Son livre The South Sea Bubble, qui décrit le célèbre boom spéculatif et l'effondrement des actions au XVIIIe siècle en Angleterre, est publié en 1933.

## Carrière politique
Erleigh suit son père dans la politique libérale. Il se présente comme candidat libéral pour Blackburn aux élections générales de 1929 . Il succède à son père comme deuxième marquis de Reading en 1935. Lorsque les conservateurs arrivent au pouvoir en 1951 sous Winston Churchill, il est nommé sous-secrétaire d'État parlementaire adjoint aux Affaires étrangères, poste qu'il occupe jusqu'en 1953, date à laquelle il est promu ministre d'État aux Affaires étrangères et admis au Conseil privé. Il conserve ce poste lorsque Sir Anthony Eden devient Premier ministre en 1955. Cependant, Reading ne participe pas au gouvernement formé par Harold Macmillan en janvier 1957 et ne retrouve jamais de fonction ministérielle. Outre sa carrière politique, il est également conseiller et trésorier du Middle Temple et colonel honoraire du régiment Inns of Court de 1947 à 1959. Il est le premier président du Conseil des tribunaux depuis sa création en décembre 1958 jusqu'à sa mort. Il est remplacé par le vicomte Tenby, fils de David Lloyd George.

## Famille
Gerald Isaacs épouse Eva Violet Mond en 1914, fille d'Alfred Mond (1er baron Melchett) (1868–1930) et Violet Mond, baronne Melchett (1867–1945). Le grand-père d'Eva Violet Mond, Ludwig Mond (1839-1909), est un chimiste et un industriel qui a créé le procédé Mond pour extraire et purifier le nickel. Il meurt en septembre 1960, âgé de 70 ans, et est enterré au cimetière juif de Golders Green.
Il est remplacé dans ses titres par son fils Michael. La marquise de Reading est décédée en 1973.
En 1939, la fille de Lord Reading, Joan Rufus Isaacs, épouse le scientifique Solly Zuckerman (1904–1993). Elle est décédée en 2000.